# Violetta (namn)

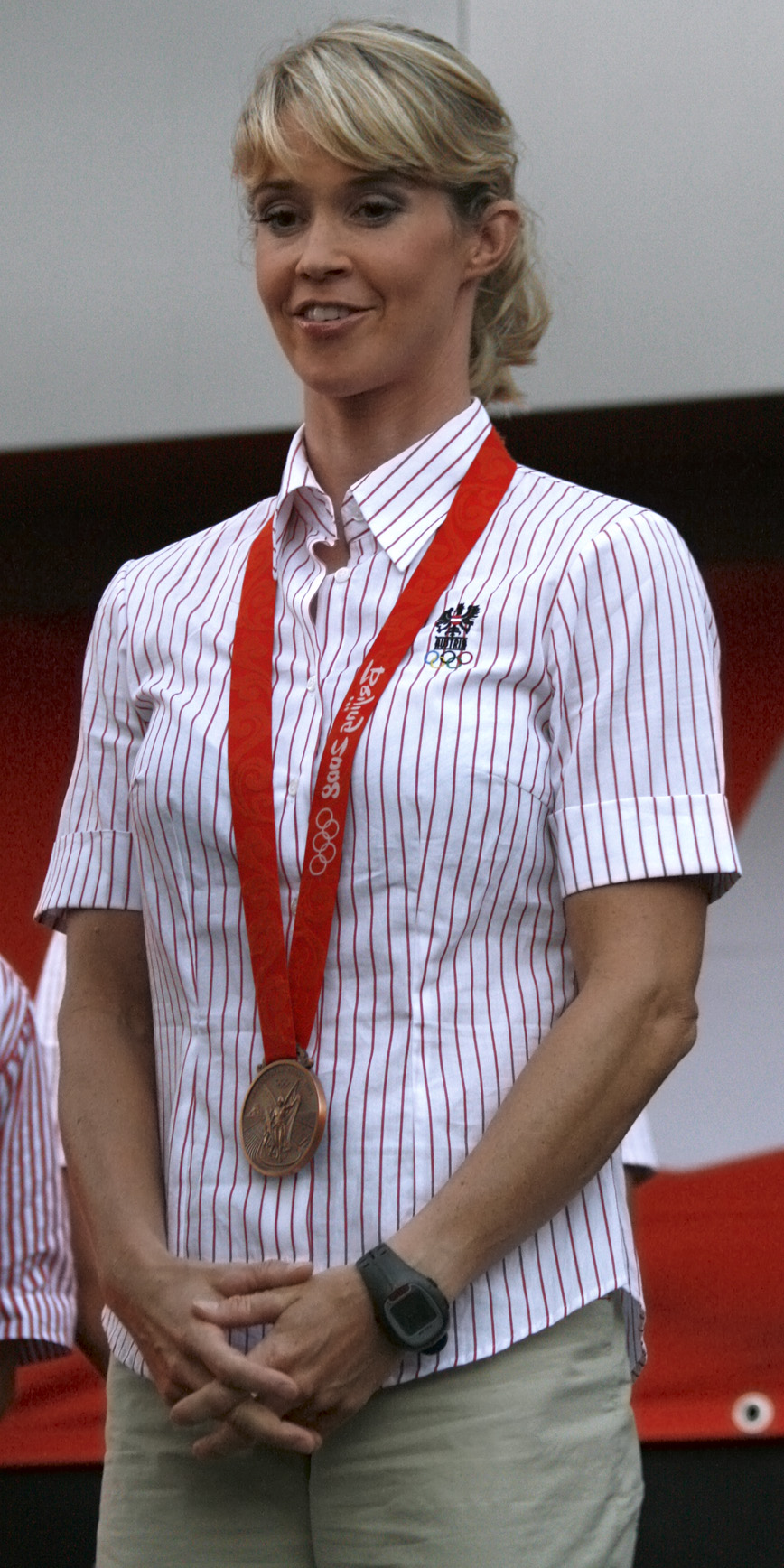
Violetta Oblinger-Peters, 2008.

Violetta är ett förnamn för kvinnor. I Sverige bars det 31 december 2018 av 340 personer, av vilka 210 hade det som tilltalsnamn (första förnamn). 

## Personer med förnamnet Violetta
- Violetta Blue, pseudonym för Ada Mae Johnson (född 1977), amerikansk pornografisk filmskådespelare
- Violetta Elvin (1924–2021), rysk balettdansös
- Violetta Oblinger-Peters (född 1977), österrikisk kanotist
- Violetta Quesada (född 1947), kubansk löpare
- Violetta Villas (1938–2011), polsk sångerska, kompositör och skådesåelare

### Fiktiv person
- Violetta Valéry – huvudperson i Giuseppe Verdis opera La traviata.